# Plomo I de La Bastida

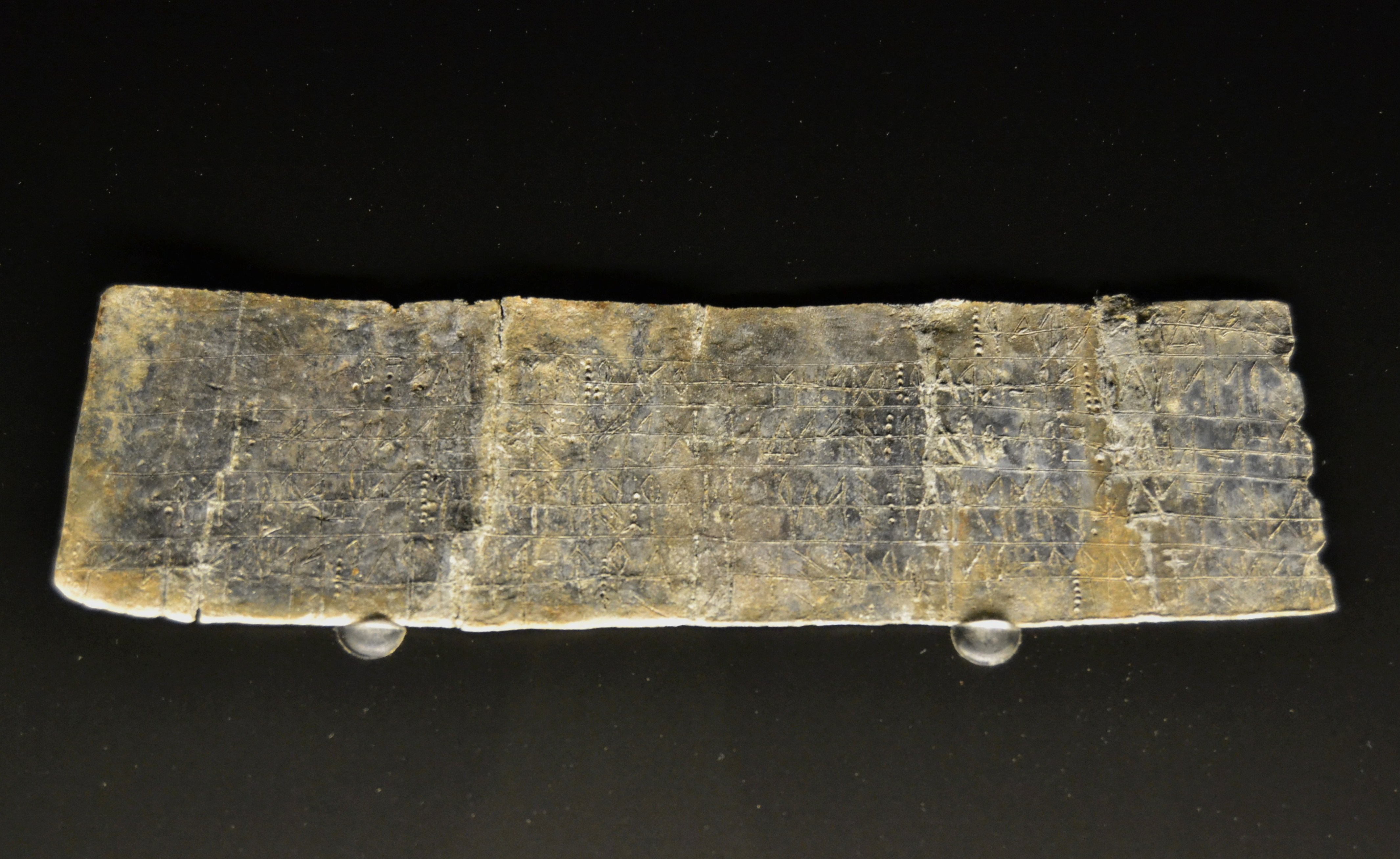
Una cara del plomo de La Bastida de les Alcusses, actualmente en el Museo de Prehistoria de Valencia.

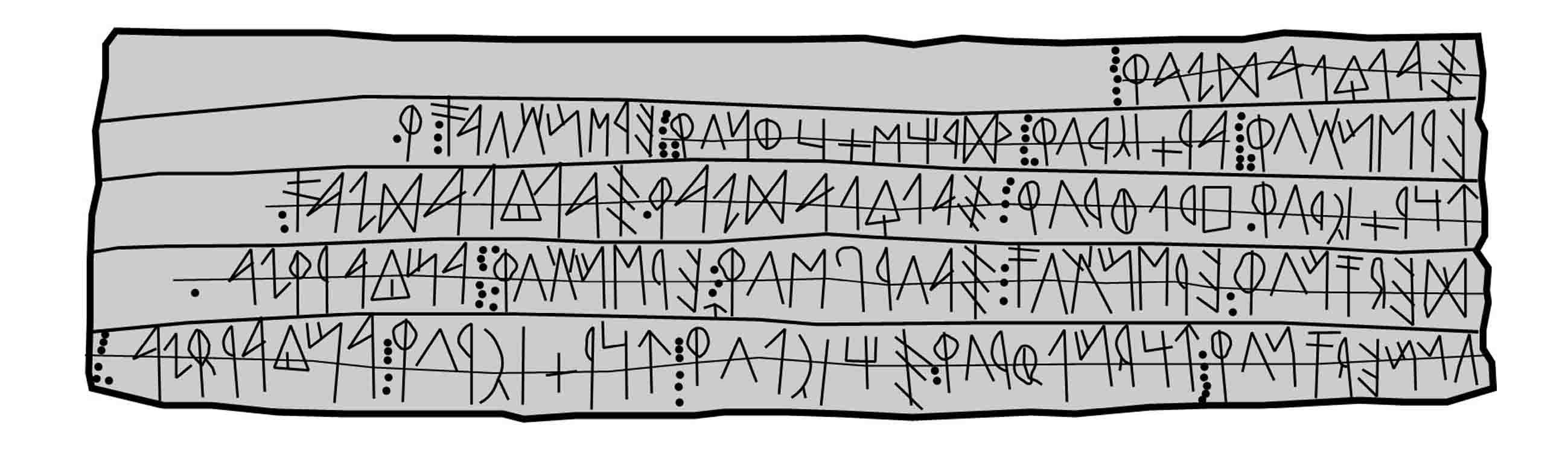
Anotación de la escritura presente en esa misma cara.

El Plomo I de La Bastida o Bastida I es una plancha de plomo inscrita del siglo IV a. C. encontrada en el yacimiento arqueológico del poblado íbero de la Bastida de les Alcusses, en el actual municipio de Mogente, en el sudoeste de la provincia de Valencia, en la comarca de La Costera, España.
Se trata de una de las muestras encontradas más largas de escritura ibérica suroriental.

## Descripción
El objeto, que fue encontrado durante excavaciones arqueológicas en 1928, es una lámina de plomo rectangular, de 18 cm de ancho por casi 5 cm de alto. El objeto está escrito por las dos caras en escritura suroriental (o meridional), dual, mostrando un total de 243 signos, con 85 en una cara y 158 en otra, sin contar las líneas de puntos verticales que separan las palabras.
La primera cara tiene cinco líneas incisas horizontales que marcan y separan las líneas de texto. Hay dos textos inscritos en ella, en posiciones contrarias. La segunda cara tiene cuatro líneas de pautado.
Se desconoce el significado de los texto, pero en el primero de ellos (texto A), gran parte de las palabras terminan con un sufijo -gabe (-kabe) y -giabe (-kiabe), lo que podría sugerir una lista enumerando nombres.

## Transcripción
La transcripción propuesta por Beltrán Villagrasa (1954) es la siguiente:
Texto A
I. ganierdon-gabe.uorilder-gabe.stikel(u)-gabe.uordaker-gabe.aiduarbegi-abe.

II. boerdoi-gabe.ersiku-gado.sakarbis-gabe.ersiku-gabe.aiduarbegi-abe.

III. uordaker-gabe.bubalder-gabe.saldulagogi-abe.saldulagogi-ado.

IV. ersiku-gabe.ardaker-gabe.(be)goldisdaoden-gabe.ersiku-gaado.be.

V. saldulagogi-abe.
Texto B
I dodalaokidieku.vibellivikan.

II. betar(?)kubeku.stosin dekekuka.nanbin.

III. binbesar ikan.betaku.

IV. orkedeikekuka.beedebaku.laki.
Texto C
I....sbeliku.oduta.bisikudarakar.

II....nki.